# Rouhe
Rouhe település Franciaországban, Doubs megyében. Lakosainak száma 82 fő (2022. január 1.). Rouhe Courcelles, Goux-sous-Landet, Palantine, Rurey és Cussey-sur-Lison községekkel határos.

## Népesség
A település népessége az elmúlt években az alábbi módon változott:
| Lakosok száma | 62   | 58   | 52   | 77   | 89   | 85   | 79   | 75   | 72   | 82   |
|               | 1968 | 1982 | 1990 | 2006 | 2013 | 2015 | 2017 | 2019 | 2020 | 2022 |